# The Astronaut's Wife - La moglie dell'astronauta
The Astronaut's Wife - La moglie dell'astronauta (The Astronaut's Wife) è un film del 1999 diretto da Rand Ravich con Johnny Depp e Charlize Theron.

## Trama
Spencer Armacost è un famoso astronauta, sposato con Jillian. Durante una missione nello spazio per riparare un satellite artificiale, Spencer e il suo collega Alex Streck hanno un incidente che fa temere il peggio. Per fortuna, nulla di preoccupante: ufficialmente, una tempesta magnetica ha investito il tratto di spazio dove si trovavano e i due minuti mancanti nella registrazione sonora della missione sarebbero dovuti proprio a tali interferenze.
I due astronauti tornano così a casa, ma non proprio "sani e salvi". Se infatti Spencer non ha problemi, al contrario Alex ha fin dall'inizio gravi disturbi psicofisici: rischia di morire su un tavolo operatorio, è colto spesso da convulsioni ed è più violento con tutti, con la moglie Natalie in primis. Infine, un attacco più violento del solito (diagnosticato poi come ictus) gli è fatale. Poco dopo, anche la moglie di Streck, Natalie, si suicida, ufficialmente per il dolore, immergendosi con una radio nella vasca da bagno, dopo aver farfugliato strane parole all'orecchio di Jillian.
Pochi giorni dopo, durante un party per festeggiare l'ingresso di Spencer alla McLaren (ha lasciato apposta l'aeronautica, e ha appena progettato un nuovo tipo di aereo stratosferico comandabile da due piloti), Jillian rimane incinta di due gemelli. Nei primi tempi va tutto bene, ma un giorno le si presenta il dottor Sherman Reese, tecnico della NASA che, avendo manifestato forti perplessità a proposito dell'"incidente" accaduto agli astronauti, era stato messo alla porta.
Con toni agitati e all'apparenza fuori di testa, Reese consegna a Jillian un nastro con la registrazione di quei due minuti di vuoto nello spazio, causati non da una tempesta magnetica, ma da un attacco di due alieni, che si sono impossessati dei corpi di Spencer ed Alex; inoltre, Natalie s'era suicidata non per il dolore, ma perché s'era scoperta anche lei incinta di due gemelli.
Jillian è sconvolta; spera, in cuor suo, che quelli di Reese siano solo vaneggiamenti, ma non sarà così: Spencer comincia a comportarsi in modo strano, sembra quasi apparire dal nulla e prevenire le sue mosse; per di più la donna comincia a fare strani sogni in cui "rivive" l'attacco alieno e comprende il grave pericolo che incombe su di lei e sull'umanità. Dopo aver tentato inutilmente di abortire (Spencer s'accorge di tutto e la aggredisce fisicamente), e dopo che Reese e sua sorella vengono uccisi da Spencer, a Jillian non resta che tentare il suicidio, alla stessa modalità adottata da Natalie: con una radio, inondando di acqua tutta la casa.
Spencer, rivelandole la propria nuova identità aliena, cerca di bloccarla, ma è inutile: la donna attacca la spina e Spencer muore folgorato; l'alieno in lui si trasferisce poi nel corpo di Jillian. La ritroviamo qualche anno dopo in una cittadina di provincia vicino ad una base aerea, con una nuova identità, risposata ad un aviatore e madre di due gemelli, che ascoltano al walkman una "musica" particolare (il suono degli alieni impresso nei nastri ascoltati da Jillian).

## Produzione
Del finale sono state girate due versioni. Nel finale alternativo, Spencer muore fulminato, Jillian apre le finestre e abbandona la casa lasciando congelare il cadavere di Spencer. La ritroviamo in una casa in riva al mare, mentre, ancora incinta, esegue gli "ordini" che i due gemelli le impartiscono. Uno di questi è accendere una radio che emetterà segni di comunicazione verso lo spazio.

## Accoglienza
Il film è costato circa 75 milioni di dollari ma ne ha incassati solo 19.598.588.